# Waldenstein
Waldenstein är en ort och kommun  i Österrike. Den ligger i distriktet Gmünd i förbundslandet Niederösterreich, 110 km nordväst om huvudstaden Wien. 
Kommunen består av sju orter (Ortschaften) (inom parentes invånarantal 1 januari 2024):

- Albrechts (334)
- Groß-Höbarten (133)
- Groß-Neusiedl (108)
- Grünbach (92)
- Klein-Ruprechts (116)
- Waldenstein (369)
- Zehenthöf (27)